# Зайончек, Александра
Княгиня (с 1818 года) Александра (Яковлевна) Зайончик, урождённая Пернет (пол. Aleksandra Zajączek; 1754, Слоним, Новогрудское воеводство — 13 февраля 1845, Варшава) — русская и польская аристократка, супруга наместника Царства Польского генерала Юзефа Зайончека, статс-дама русского императорского двора.

## Биография
Родилась около 1754 года в Слониме в семье, происходящей от французских гугенотов. Её отец, Яков Франц Пернет был полковником литовской армии в составе армии Речи Посполитой и адъютантом гетмана великого литовского Михаила Казимира Огинского. 
Первым мужем Александры был врач-француз, придворный медик гетмана великого коронного Яна Клеменса Браницкого, от которого у неё был единственный сын. В середине 1780-х годов она встретила полковника Зайончика, который добился от католического духовенства расторжения её предыдущего брака и женился на ней в 1786 году. Первый супруг, после этого, вероятно, уехал во Францию. Единственный сын Александры погиб в 1792 году сражаясь в рядах французской армии в битве при Жемаппе. Во втором браке с Зайончеком детей не было. 
Генеральша Зайончек вплоть до старости была известна своей красотой. Она была ровесницей своего мужа, что означает, что к моменту брака с Зайончеком ей было около 40 лет, а к моменту, когда её муж стал наместником Царства Польского — около 60. Для того, чтобы выглядеть моложе своих лет, княгиня прибегала к строгой диете, ежедневно совершала десятикилометровые прогулки, занималась верховой ездой. Тем не менее, говорят, что ей приходилось наносить на руки тончайший слой воска, чтобы придать им необходимую белоснежность.
В возрасте 60 с лишним лет она всё еще очаровывала молодых 20-летних мужчин, с некоторыми из которых заводила романы.
По словам фрейлины В. Туркестановой, она «обладала талантом хорошо выглядеть и производила неизгладимое впечатление молодым лицом. Утверждали, что она ежедневно купается в ледяной воде. В 65 лет ей с трудом можно было дать 40; у неё были восхитительные манеры, осанка, наряды. Лицо её нельзя было назвать привлекательным, но глаза княгини были красивыми, а черты лица очень живыми. Всем своим видом она напоминала герцогиню Курляндскую».
Много хороших слов о княгине Зайончек оставила в своих мемуарах графиня А. Потоцкая. Князь Вяземский, говоря о привлекательных польках, относил к числу их и княгиню Зайончек, «которой загадочные лета терялись в сумраке доисторических годов, но ум был свеж, игрив, и все женские свойства, наклонности и уклончивости нисколько не поддавались давлению времени и ограничениям, которые влекут они за собою». Умерла княгиня Зайончек в Варшаве, достигнув почти ста лет.
После смерти мужа (в 1826 году) царь Николай I назначил ей пожизненную пенсию в размере 75 230 польских злотых в год в дополнение к военной пенсии, на которую она имела право как вдова (24 770 злотых), что в сумме составляло колоссальную сумму по тем временам. 
Княгиня Зайончек умерла в 1845 году в возрасте около 90 лет в Варшаве во дворце Мнишек на улице Сенаторской и была похоронена в костёле Преображения Господня на улице Медовой (надгробие сохранилось). Её богатые поместья, дома и земли унаследовал дальний родственник.